# Діос-ле-Гуарде
Діос-ле-Гуарде (ісп. Dios le Guarde) — муніципалітет в Іспанії, у складі автономної спільноти Кастилія-і-Леон, у провінції Саламанка. Населення — 153 особи (2010).
Муніципалітет розташований на відстані близько 220 км на захід від Мадрида, 65 км на південний захід від Саламанки.

## Демографія
Динаміка населення (INE ):

## Зовнішні посилання
- Провінційна рада Саламанки: індекс муніципалітетів [Архівовано 23 квітня 2009 у Wayback Machine.]
- Посилання на Google Maps